# Here and Now
Here and Now es el séptimo álbum de estudio de la banda canadiense de rock Nickelback. Fue publicado el 21 de noviembre de 2011. El 26 de septiembre de 2011 fueron lanzados los primeros dos sencillos del disco: "When We Stand Together" y "Bottoms Up. Ambas canciones fueron puestos a disposición para su descarga el 27 de septiembre de 2011. La primera pista del disco, "This Means War", fue lanzado el 10 de noviembre de 2011 como el tercer sencillo. La portada del álbum tiene al Reloj de vapor en el cual marca las 11:21 (que es la fecha del lanzamiento del álbum) Ubicado en Vancouver. El álbum debutó en el número dos en los US Billboard 200 vendiendo aproximadamente 227 000 copias en su primera semana, sólo un 0,18 % por debajo del álbum de Michael Bublé Christmas. El 10 de abril de 2012, Nickelback inició su gira mundial Here And Now Tour.

## Recepción

### Críticas
El álbum recibió críticas mixtas de los críticos profesionales. De acuerdo con Metacritic, el disco ha recibido una puntuación promedio de las reseñas de 51/100, basado en 9 opiniones. Consequence of Sound calificó con el álbum dos estrellas, de un máximo de 5, indicando que "Here and Now podría ser un paso por encima del último esfuerzo, pero igualmente un paso lo suficientemente alto como para colgar a sus creadores en una viga del granero." Por el contrario el Sitio Web de entretenimiento y música Canadiense Rockstar Weekly premio al álbum como un 5 estrellas llamándolo "por mucho el mejor álbum Canadiense del 2011".

### Desempeño comercial
El álbum ha superado tanto el las listas de HMV Canadá CD como el US iTunes Album Chart en su primera semana en venta.
El álbum debutó en el número 10 en las listas del Reino Unido. El 16 de diciembre de 2011, el álbum fue certificado Oro por British Phonographic Industry (BPI) para los envíos de 100 000 copias en el Reino Unido.

## Lista de canciones
El 26 de septiembre de 2011 se reveló la lista de las canciones.
| N.º | Título                   | Escritor(es)                                                | Duración |  |
| 1.  | «This Means War»         | Chad Kroeger                                                | 3:20     |  |
| 2.  | «Bottoms Up»             | Chad Kroeger, Mike Kroeger y Joey Moi                       | 3:40     |  |
| 3.  | «When We Stand Together» | Chad Kroeger, Ryan Peake, M. Kroeger, Moi,                  | 3:10     |  |
| 4.  | «Midnight Queen»         | Chad Kroeger, Peake, Moi                                    | 3:14     |  |
| 5.  | «Gotta Get Me Some»      | Chad Kroeger, Moi                                           | 3:41     |  |
| 6.  | «Lullaby»                | Chad Kroeger, Chris Tompkins, Craig Wiseman, Rodney Clawson | 3:48     |  |
| 7.  | «Kiss It Goodbye»        | Chad Kroeger, M. Kroeger, Moi                               | 3:35     |  |
| 8.  | «Trying Not to Love You» | Chad Kroeger, Peake, Brad Warren, Brett Warren              | 4:11     |  |
| 9.  | «Holding on to Heaven»   | Chad Kroeger, M. Kroeger                                    | 3:51     |  |
| 10. | «Everything I Wanna Do»  | Chad Kroeger                                                | 3:26     |  |
| 11. | «Don't Ever Let It End»  | Chad Kroeger                                                | 3:49     |  |

## Personal

### Músicos
- Chad Kroeger: Voz, guitarra
- Ryan Peake: Guitarra, Piano en Lullaby
- Mike Kroeger: bajo
- Daniel Adair: Batería

### Personal adicional
- Brian Howes - Producción, Guitarra adicional
- Rob Dawson - Guitarra acústica en Lullaby
- Joey Moi - producción, ingeniería
- Jay Van Poederooyen - ingeniería, mezcla
- Scott Cooke - ingeniería, edición
- Chris Lord-Alge - mezcla
- Randy Staub - mezcla
- Keith Armstrong - asistencia de mezcla
- Zach Blackstone - asistencia de mezcla
- Nik Karpen - asistencia de mezcla
- Gail Marowitz - dirección de arte
- Travis Shinn - fotografía
- Brennan Brousseau - portada

## Posiciones en la lista

### Posiciones
| Listas (2011)                                               | Máxima Posición |
| ----------------------------------------------------------- | --------------- |
| AustraliaAlbums Chart                                       | 1               |
| Austria Albums Chart                                        | 3               |
| Bélgica Albums Chart                                        | 49              |
| Canadá Canadian Albums Chart                                | 1               |
| Danish Albums Chart                                         | 8               |
| Dinamarca Albums Chart                                      | 22              |
| Países Bajos Albums Chart                                   | 19              |
| Finlandia Finland Albums Chart                              | 7               |
| Francia France Albums Chart                                 | 77              |
| Alemania Album Chart                                        | 2               |
| Hungría Albums Chart                                        | 10              |
| IrlandaIrish Albums Chart                                   | 26              |
| India Albums Chart                                          | 22              |
| Italia Italy Albums Chart                                   | 18              |
| Japón Albums Chart                                          | 1               |
| Noruega Albums Chart                                        | 12              |
| Nueva Zelanda Albums Chart                                  | 7               |
| Polonia Albums Chart                                        | 22              |
| RusiaRussian Albums Chart                                   | 10              |
| España Albums Chart                                         | 44              |
| Sudáfrica Albums Chart                                      | 3               |
| EspañaAlbums charts                                         | 6               |
| Suiza Albums Chart                                          | 2               |
| Reino Unido UK Albums Chart                                 | 10              |
| Reino Unido Rock Albums Chart                               | 1               |
| Estados Unidos Billboard 200                                | 2               |
| Estados Unidos Billboard Top Rock Albums                    | 1               |
| Estados Unidos Billboard Top Hard Rock Albums               | 1               |
| Estados Unidos Billboard Top Modern Rock/Alternative Albums | 1               |
| Estados Unidos Billboard Top Internet Albums                | 2               |